# Satomi (作詞家)
Satomi（サトミ）は、日本の作詞家。

## 略歴
元々趣味で詞を書いていたところ、当時のマネージャーが独創的な言葉のセンスに興味を持ち、スカウトされた経緯がある。
2000年11月、to-yaのデビューシングル「are you...?」で作詞家デビュー。
2003年、中島美嘉の「雪の華」で第45回日本レコード大賞作詩賞を受賞。作詞家デビューから3年での受賞は、アーティスト以外の作詞家の中で、作詩賞受賞者の中で最短記録となる。そして、2011年の第53回日本レコード大賞までで作詩賞（元 西条八十賞）を受賞したのは39人。その中において、英語表記の作家が受賞したのはSatomiが初。
2012年、JUJUの「ありがとう」、Fairiesの「White Angel」で第54回日本レコード大賞優秀作品賞を受賞。
2020年10月、突如TwitterとInstagramのアカウントが消える。その後、所属事務所であった「スマイルカンパニー」からもプロフィールが消えた。
同事務所に所属する篠崎隆一（作詞家）と共に作詞ユニットdouble Sとしても活躍。

## エピソード

### 概要
- Satomiの正式表記は、Sのみ大文字[2]。
- 年齢、性別、本名、容姿等は、すべて非公開となっている。
- 歌詞の世界観を壊したくないという理由で、苗字にも名前にもあるものにしようということで、「Satomi」という名前になった。「Satomi」という名前はペンネーム。他のペンネーム候補として、「Itsuki」、「Izumi」、「Masaki」、「Yu-ki」、「Shouji」などの中から、姓名判断で決めた。英語では、例えば「Cameron」（キャメロン）という名前は名字にも（例：映画監督の「James Cameron」）名前にも（例：女優の「Cameron Diaz」）使用でき、しかも男性にも女性にも使用できるが、それと同じ発想だという[2][3]。
- 自分のことをツイッター上では「あっし」と呼称している。
- 作詞家ではなく、作詩屋という屋号を名乗っている。本人が以前ツイッターで「作詞家は詞（ことば）を作ることに従事している人を指すことを考えると、言葉を組み合わせて詩を作ることを専門にしている人なので、あっしは作詩屋と名乗っている」と言っていた[4]。
- Satomiというのは、作詞ユニットであることを本人のTwitterで公表しているが、詳細に関しては触れていない[5]
- 作詞家デビューとなった「are you...?」は、当初C/W候補の曲だったのだが、担当ディレクターがレコーディング済みだった音源をデスクで聴いていた時、偶然会社に来ていた桑田佳祐が、「この曲の言葉(歌詞)は、耳に残って売れそうだね。」の一言で表題曲になったことを番組内で本人達へ告げられた[6]。
- 代表作となっている「雪の華」は、作詞家デビュー前の2000年8月頃、中島美嘉ではなく他のアーティストへ書かれたものだった。そして、そのアーティストが秋元康プロデュースだったため、本人としては「雪の華」の歌詞が世に出るとは思っていなかった[7]。
- ブログでは、過去の作品の歌詞の抜粋や、オリジナルの歌詞を定期的に更新。そして、月に一度、作詞作業の裏話を掲載している。また、短編小説なども掲載しマルチな才能を見せている。
- 「月のしずく」で、古典的な言葉を使った歌詞の世界観を確立。
- 2011年3月11日に東日本大震災が起きた際は、親交ある方々とプロジェクトと立ち上げ、ブログ上でオリジナル復興応援ソング「希望の種」をアップ。後に「みやこ災害FM」でオンエアされた。

### 嗜好
- 邦楽については無知で、ほとんど洋楽しか聴かない。またプロレスとアニメが好き[8]。
- 芸人、力士との交友があり、出かけた時の写真などをTwitterにて投稿している
- 趣味は、バスフィッシング・ボディーボード・スキー・ピラティス・ホットヨガ・トレーニング・ドライブ・温泉・食べ歩き。かなりアクティブな一面をTwitterにて公表している。

## 代表作品
- 雪の華（中島美嘉）
中島の代表曲でもあり、2003年第45回日本レコード大賞で作詩賞を受賞した作品。後に、徳永英明や朴孝信（パク・ヒョシン）がカヴァーする。
- 月のしずく（RUI／柴咲コウ）
柴咲が、映画『黄泉がえり』で演じた役名で発売し、大ヒットした作品。後に、徳永英明やエリック・マーティンがカヴァーする。
- Anniversary（KinKi Kids）
KinKi Kidsの20枚目のシングル。これを記念したリアレンジバージョンも製作された。作曲は「世界中の誰よりきっと」（中山美穂＆WANDS）、「負けないで」（ZARD）、「シーズン・イン・ザ・サン」（TUBE）、「おどるポンポコリン」（B.B.クィーンズ）などを手がけたヒットメイカーの織田哲郎。後に、織田がセルフカバーする。
- 雪白の月（KinKi Kids）
KinKi Kidsの22枚目のシングル「SNOW! SNOW! SNOW!」のボーナストラックに収録された作品。メイン楽曲ではないが、KinKi Kidsデビュー10周年のファン投票では、BEST3に入っている。作曲は、「雪の華」「月のしずく」や「Kiss」（Crystal Kay）などを手がけた松本良喜。

## 受賞記録
音楽賞
日本レコード大賞
- 作詩賞 （2003年「雪の華」）
- 金賞 （2003年「雪の華」）
- 優秀作品賞 （2012年「ありがとう」）
- 優秀作品賞 （2012年「White Angel」）

## 小説
- 掛け違えたボタン（namco"99のなみだ"収録）